# Kasimir Fajans
Kasimir Fajans (Kazimierz) (Varsó, 1887. május 27. – Ann Arbor, Michigan, 1975. május 18.) lengyel származású amerikai fizikus, kémikus.

## Életrajza
Varsóban, az Orosz Birodalomban (ma Lengyelország) született. Egyetemi tanulmányait
Lipcsében, Heidelbergben, Zürichben és Manchesterben végezte. 1911 és 1917 között Németországban a karlsruhei Műszaki Akadémia munkatársa volt. 1917-től a müncheni Fizikai Kémia Intézetben docensként dolgozott, majd az intézet igazgatója lett. 1936-tól 1956-ig az Ann Arbor-i Michigani Egyetem professzora volt.

## Szakmai sikerek
- 1913-ban Oswald Helmuth Göhringgel közösen fedezték fel a protaktínium néven ismert kémiai elemet.
- Az angol Frederick Soddyval egyidejűleg fedezte fel a Soddy–Fajans-féle eltolódási szabályt.